# Poveda (Àvila)
Poveda és un municipi de la província d'Àvila, a la comunitat autònoma de Castella i Lleó.
| 1991 | 1996 | 2001 | 2004 |
| ---- | ---- | ---- | ---- |
| 102  | 95   | 84   | 187  |